# Sudan-Schirrantilope
Die Sudan-Schirrantilope (Tragelaphus bor) ist eine mittelgroße afrikanische Antilopenart aus dem Artenkomplex der Buschböcke. Sie ist im Südsudan, im Westen von Uganda, im äußersten Nordwesten von Kenia, in Ruanda, in der Zentralafrikanischen Republik und möglicherweise auch in anschließenden Bereichen Westafrikas verbreitet.

## Merkmale

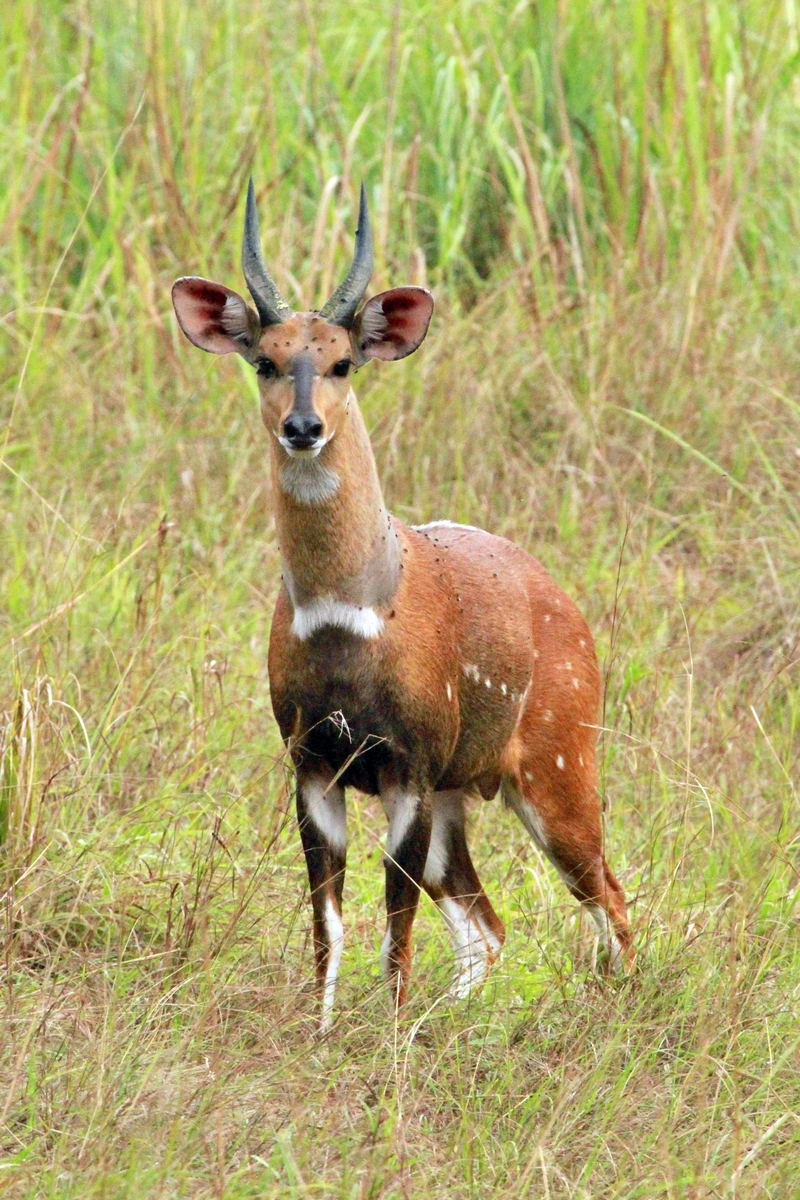
Adultes Männchen der Sudan-Schirrantilope

Wie alle Buschböcke ist die Sudan-Schirrantilope eine mittelgroße Antilope, die einen deutlichen Geschlechtsdimorphismus zeigt. Die folgenden Maßangaben gelten für alle Buschböcke. Genauere Angaben für die Sudan-Schirrantilope liegen bis jetzt nicht vor. Die Kopf-Rumpf-Länge der Männchen liegt bei 117 bis 145 Zentimeter, ihre Schulterhöhe beträgt 64 bis 100 Zentimeter und sie wiegen ca. 40 bis 80 kg. Weibchen sind 61 bis 85 Zentimeter lang, die Schulterhöhe liegt bei 61 bis 85 Zentimeter und sie werden 24 bis 60 kg schwer. Im Durchschnitt liegt das Gewicht der Männchen bei 160 % des Gewichts der weiblichen Exemplare. Der Schwanz der Tiere ist 19 bis 24 Zentimeter lang. Das Fell der Sudan-Schirrantilope ist etwas heller als das der Senegal-Schirrantilope (T. scriptus) und der Kongo-Schirrantilope (T. phaleratus) und es zeigt einen leicht gelblichen oder ockerfarbenen Einschlag. Die bis zu zehn weißen Querstreifen auf den Körperseiten sind weniger deutlich ausgebildet und verblassen bei älteren Exemplaren. Der obere Längsstreifen ist kurz oder fehlt, der untere ist in den meisten Fällen in eine Abfolge von Flecken und Streifen unterteilt. Entlang der Rückenmittellinie verläuft ein kammartiger, schwarzer Haarstreifen (nur weiß bei den zuvor genannten Arten). Auf den Lenden und den Oberschenkeln befinden sich mehrere Flecken. Der Schwanz ist relativ kurz, langhaarig und buschig. Die Oberseite hat die gleiche Farbe wie der Rücken, die Unterseite ist weiß und die Spitze in den meisten Fällen schwarz. Ohren und Augen sind relativ groß. Die Hinterbeine sind etwas länger als die Vorderbeine. Nur die Männchen besitzen Hörner. Diese sind fast gerade, gekielt und spiralig gewunden, aber normalerweise nur mit einer Windung. Die durchschnittliche Hornlänge liegt bei 23 bis 25 Zentimeter. Leistendrüsen sind vorhanden. Sie befinden sich vor den Milchdrüsen. Männliche Schirrantilopen haben 33 diploide Chromosomen, weibliche 34.

Das Verbreitungsgebiet der Sudan-Schirrantilope nach Angaben des HMW

Die Zahnformel lautet: {\displaystyle {\frac {0.0.3.3}{3.1.3.3}}}.

## Verbreitung
Die genaue Verbreitung der Sudan-Schirrantilope ist bisher noch nicht endgültig erforscht worden. Die Terra typica liegt in der Region Bahr al-Ghazal im Südsudan und die Sudan-Schirrantilope kommt fast im gesamten Land vor, außerdem im Westen Ugandas, im äußersten Nordwesten Kenias und in Ruanda, sowie im äußerster Nordosten der Demokratischen Republik Kongo und in der östlichen Zentralafrikanischen Republik. Nach den genetischen Analysen von Y. Moodley und Kollegen reicht ihr Verbreitungsgebiet allerdings weiter nach Westen und sie kommt in der gesamten Zentralafrikanischen Republik und auch im südlichen Tschad vor, nach Analysen von Alexandre Hassanin und Mitarbeiter reicht es sogar bis nach Kamerun und ins östliche Nigeria.

## Lebensraum und Lebensweise

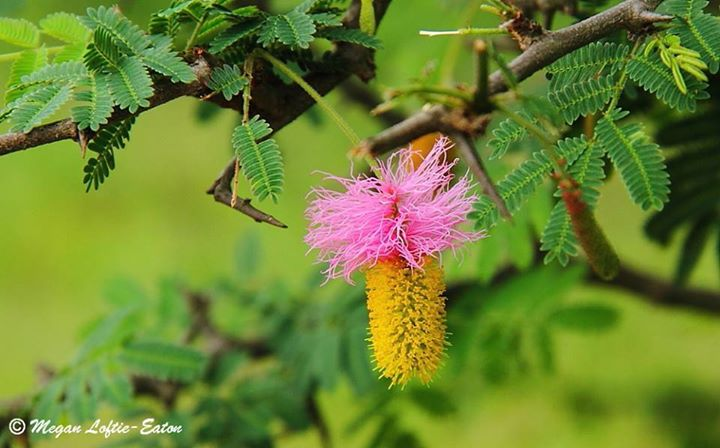
Der Farbkätzchenstrauch gehört zur Nahrung der Sudan-Schirrantilope

Wie alle Buschböcke ist die Sudan-Schirrantilope sehr anpassungsfähig und kommt mit einer Vielzahl von Habitaten zurecht, im ruandischen Vulkan-Nationalpark kommt sie z. B. bis in Höhen von 3100 bis 3600 Metern vor. Im Allgemeinen leben die Tiere versteckt in Wäldern und an Waldrändern, im Queen-Elizabeth-Nationalpark im Südwesten Ugandas auch auf Grasland das mit Sträuchern der Gattung Indigofera bestanden ist. Die Tiere sind gleichermaßen tag- und nachtaktiv und ihre Aktivitäten wechseln alle 2 bis 5 Stunden, zwischen Phasen der Nahrungsaufnahme und Ruhephasen. Das Verhalten der Sudan-Schirrantilope wurde Anfang der 1970er Jahre auf einer Halbinsel im Queen-Elizabeth-Nationalpark genauer untersucht. Dort fraßen sie 27 Arten von Kräutern, drei Grasarten und die Blätter von fünf Straucharten. In der Regenzeit werden mehr krautige Pflanzen gefressen, in der Trockenzeit vermehrt die Bestandteile von Sträuchern. Die Weibchen der Sudan-Schirrantilope leben in matrilinearen Kleingruppen, die Männchen sind territorial und untereinander agonistisch. Bei Begegnungen stellen sie sich zunächst seitlich zur Schau. Weitere Verhaltensweisen sind Drohgebärden, das Präsentieren der Hörner, vorgetäuschter Angriff, Kampf und Verfolgung. Unterlegene Männchen werden beim Verlassen des Territoriums vom Revierbesitzer begleitet. Neugeborene bleiben zunächst in einem Versteck, das sie selbst aussuchen. Das Weibchen säugt ihr Junges 2 bis 5 mal am Tag für 5 bis 10 Minuten. Mit einem Alter von 4 bis 6 Monaten werden die Jungtiere entwöhnt.

## Systematik
Die Sudan-Schirrantilope wurde 1877 durch den deutschen Afrikaforscher Theodor von Heuglin erstmals wissenschaftlich beschrieben. In der Familie der Hornträger (Bovidae) gehört sie zur Unterfamilie Bovinae und der Tribus Tragelaphini.
Bis zur Revision der Hornträger im Jahr 2011 durch Colin Groves und Peter Grubb war die Sudan-Schirrantilope nur eine Unterart des Buschbocks (Tragelaphus scriptus). Groves und Grubb erhoben alle acht Unterarten des Buschbocks zu eigenständigen Arten und fassten diese zu zwei Artengruppen zusammen, die Tragelaphus sylvaticus-Gruppe in Ostafrika, dem südlichen Afrika und Angola und die Tragelaphus scriptus-Gruppe in Westafrika, Zentralafrika und Teilen des Kongobeckens. Die Sudan-Schirrantilope gehört zur Tragelaphus scriptus-Gruppe, die außerdem noch die Senegal-Schirrantilope im westlichen Westafrika, die Kongo-Schirrantilope in Westafrika und im nordwestlichen Kongobecken und die Äthiopien-Schirrantilope (T. decula) in Äthiopien umfasst. Letztere ist die Schwesterart und damit der nächste Verwandte der Sudan-Schirrantilope.

## Gefährdung
Die IUCN unterscheidet nicht zwischen den verschiedenen Arten der Buschböcke, hält den Artenschwarm insgesamt aber für ungefährdet. Da sie keine Herden bilden, relativ scheu sind und sich meist versteckt halten können sie auch in Gebieten mit menschlicher Besiedlung überleben.